# La mosca y la sopa
La mosca y la sopa es el quinto álbum de estudio del grupo musical argentino Patricio Rey y sus Redonditos de Ricota, publicado en el 27 de octubre de 1991, bajo el sello discográfico Del Cielito Records.

## Historia
El éxito acumulado con el lanzamiento de cada disco le permitió al grupo presentarse en el Obras gran cantidad de veces durante 1989 y 1990 hasta el concierto en el que fue asesinado Walter Bulacio el 19 de abril de 1991. Después de este hecho, el grupo decidió que tenía que dejar de tocar por unos meses y se enfocó en la producción de lo que sería su nuevo material, por lo que se instaló nuevamente en los estudios Del Cielito. El disco contó con el arte de grabación de diversos técnicos debido a la metodología que tomó el grupo de no internarse en el estudio.
El álbum tiene canciones que más tarde se convirtieron en clásicos del grupo como «Mi perro dinamita» y «Un poco de amor francés». También tiene otras composiciones destacables como «El pibe de los astilleros» y «Queso ruso», esta última con una compleja lírica que refleja la situación después de la primera Guerra del Golfo.

## Arte
El arte corrió por parte de Rocambole, responsable de gran parte de la gráfica de la banda: Hacía rato que tenía guardado un gato momificado que había encontrado así en un techo. En ese tiempo Enrique Symns era gran amigo de la banda y decidí poner cerdos y peces por la revista donde colaboraba el Indio. Estaba también lo de los jubilados comiendo gatos en plaza Lavalle. Entonces incrusté al gato. En esa época ya había abogados diciéndome que podía hacer juicio por las reproducciones: nunca me interesó porque en otros tiempos nosotros nos ganamos la vida reproduciendo cosas sin autorización.

## Prólogo
El prólogo de este álbum tiene una gran similitud con los textos que el Indio Solari publicaba como columnista en la revista de su amigo Enrique Symns, Cerdos y Peces los cuales se aprecian en el arte del disco:

Tratando de lucirse, un chancho puede comer un jamón (siempre revelamos a lo que estamos sometidos).

La mosca está en la sopa. Aceptémoslo. Sentados a la mesa servidas están nuestros héroes. Esos tres bombones que creen que arman un gran cacao. Esos que han ganado reputación gracias a los papeles duros y son muñecos vudú de ésta sociedad-espectáculo. El primero de los comensales rechaza de pleno el plato. El segundo quita la mosca del plato y toma la sopa. El tercero exprime la mosca dentro del plato hasta la última gotita y luego come con fruición. Mientras tanto, lenta, muy lentamente, se les mete la muerte por donde los monos se meten la manzana.
Queridos amigos, la franela no es como la gamuza. Puede que alguna de éstas noches no nos encontremos aquí ya. Puede ser cualquiera de nosotros el que se va al pasado. Allí, un chimpancé viejito atiza el fogón, se llama Adán y es tu gran papito. Ese mono que ríe, despacito, en la oscuridad.

Allí, y para siempre, aprendimos que ciertos fuegos no se encienden frotando dos palitos.
Patricio Rey.

## Lista de canciones
Todas las canciones compuestas por Indio Solari y Skay Beilinson, excepto donde está indicado.
1. «Toxi-Taxi» (3:38)
2. «Fusilados por la cruz roja» (4:13)
3. «Un poco de amor francés» (3:25)
4. «Mi perro dinamita» (2:35) (Solari/Beilinson/Bucciarelli)
5. «Blues de la artillería» (4:29)
6. «Tarea fina» (3:42)
7. «El pibe de los astilleros» (3:32)
8. «Nueva Roma» (3:13)
9. «Salando las heridas» (5:01)
10. «Queso ruso» (4:51)

### Vinilo y casete
| Lado A |                                                    |          |  |
| N.º    | Título                                             | Duración |  |
| 1.     | «Toxi-Taxi»                                        |          |  |
| 2.     | «Fusilados por la cruz roja»                       |          |  |
| 3.     | «Un poco de amor francés»                          |          |  |
| 4.     | «Mi perro Dinamita» (Solari/Beilinson/Bucciarelli) |          |  |
| 5.     | «Blues de la artillería»                           |          |  |

| Lado B |                             |          |  |
| N.º    | Título                      | Duración |  |
| 1.     | «El pibe de los astilleros» |          |  |
| 2.     | «Nueva Roma»                |          |  |
| 3.     | «Salando las heridas»       |          |  |
| 4.     | «Queso ruso»                |          |  |

## Videos musicales
- «Blues de la artillería» (1991)

## Integrantes
- Indio Solari: voz.
- Skay Beilinson: guitarras eléctricas y guitarras acústicas.
- Semilla Bucciarelli: bajo.
- Sergio Dawi: saxofón, armónica y piano.
- Walter Sidotti: batería y percusión.
- Luis «Mississippi» Robinson: armónica (invitado en «Tarea fina»).
- Lito Vitale: teclados (invitado en «Blues de la artillería»).
- Rocambole y la actuación de Adan Cohen: arte plástico.
- Poli: arte de magia.[3][4]

## Arte de grabación
- Roberto Fernández (pistas 1, 2 y 5).
- Mario Breuer (pistas 3, 6, 7, 8, 9 y 10).
- Gustavo Gauvry (pistas 4).

## Presentación
| Lugar                    | Ciudad                          | Fecha                             |
| ------------------------ | ------------------------------- | --------------------------------- |
| Autopista Center         | Ciudad Autónoma de Buenos Aires | 22 de noviembre del 1991          |
| Estadio Obras Sanitarias | Ciudad Autónoma de Buenos Aires | 27, 28 y 29 de diciembre del 1991 |
| Microestadio de Lanús    | Lanús                           | 1 de mayo del 1992                |
| L'etoile Disco           | San Carlos Centro               | 20 de junio del 1992              |
| Microestadio de Racing   | Avellaneda                      | 17 de julio del 1992              |
| Teatro San Martín        | Mar del Plata                   | 7 de agosto del 1992              |